# カタロニア・サーキット
カタロニア・サーキット（カタルーニャ語: Circuit de Barcelona-Catalunya シルクーイト・ダ・バルサローナ＝カタルーニャ ）は、スペインのカタルーニャ州バルセロナの北部のムンマローにあるサーキット。

## 概要
1991年に開業し、国内外の各種レースカテゴリに利用されている。1992年に開催されたバルセロナオリンピックでは、自転車競技チームタイムトライアルの会場として使用された。低速から高速までバランスの取れたコースレイアウトと、温暖で安定した気候から、テストコースとしても多用されている。
F1ではヘレス・サーキットに代わって1991年からスペイングランプリの舞台となり、1992年以降はヨーロッパラウンドの序盤もしくはその第1戦となることが多い。また、オフシーズンテストで多用されることが多く、その場合、時のシーズンのマシンの走行データやタイヤに関するデータが他のコースより豊富になるため、ここに合わせて、マシンに大掛かりなアップデートを施すチームが存在する。また、時のシーズンの3分の1か4分の1前後にあたるレースとなるため、以後のシーズンの趨勢を占うことができる。
2000年代以降は、スペイン出身のフェルナンド・アロンソを応援するファン（アロンソマニア）がスタンドを賑わす光景が見られる。

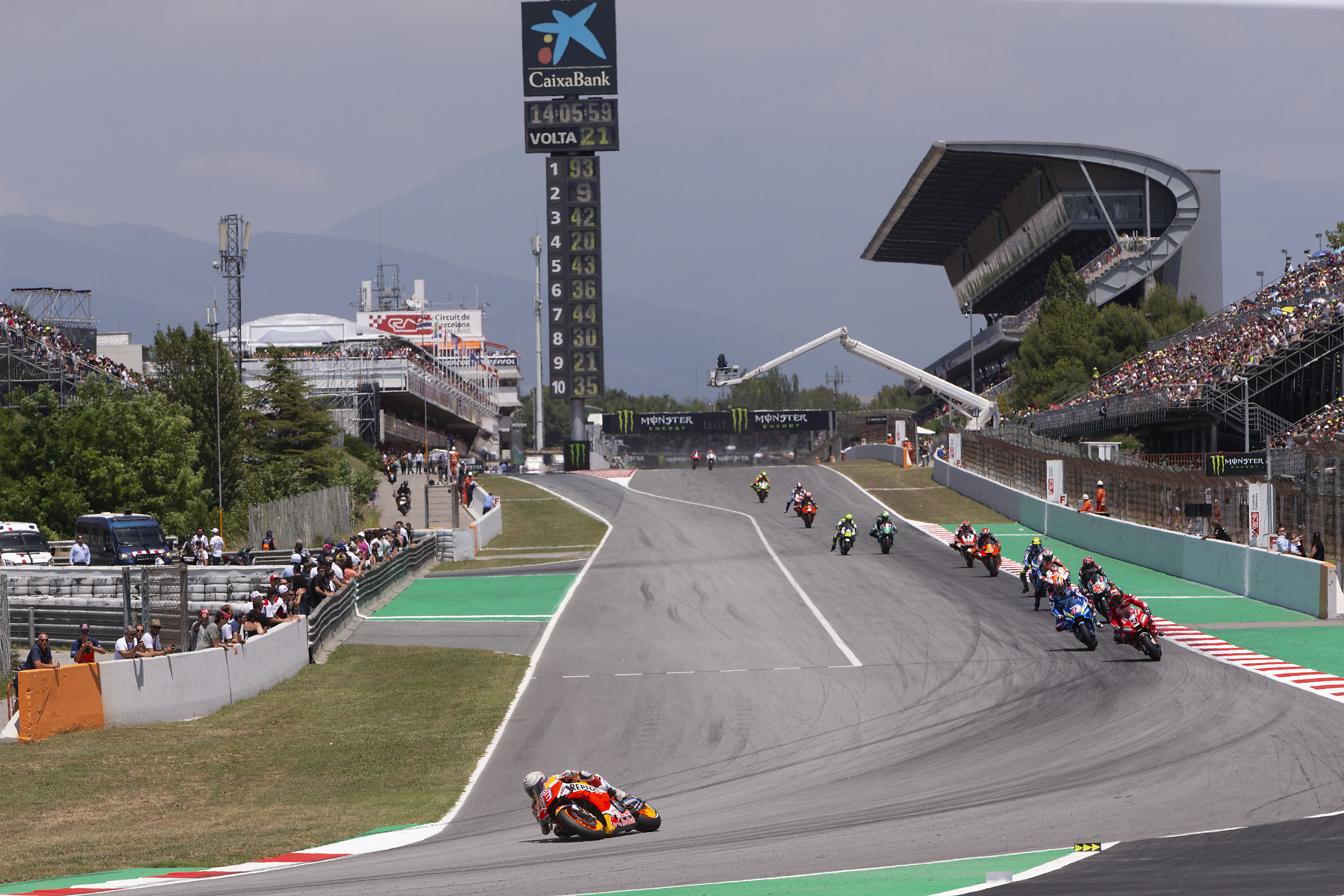
ホームストレートから1コーナーへの侵入（2019年カタルーニャGP）

ロードレース世界選手権（MotoGP）では、ヘレス・サーキットで行われるスペインGPが存在していたため、1992年から1995年までヨーロッパグランプリとして開催され、1996年以降はカタルーニャGPとされている。
2輪レースではコース各所でオーバーテイクシーンが見られるが、4輪レースではコース幅の狭さもあり、抜きどころの少ないレイアウトとなっている。そのためコース上で順位変動が見られないことが多く、F1スペインGPとして2001年から10年連続でポールシッターがそのまま優勝した。2001～2004年はミハエル・シューマッハが4連覇、2017～2021年はルイス・ハミルトンが5連覇を達成している。

## コースレイアウト

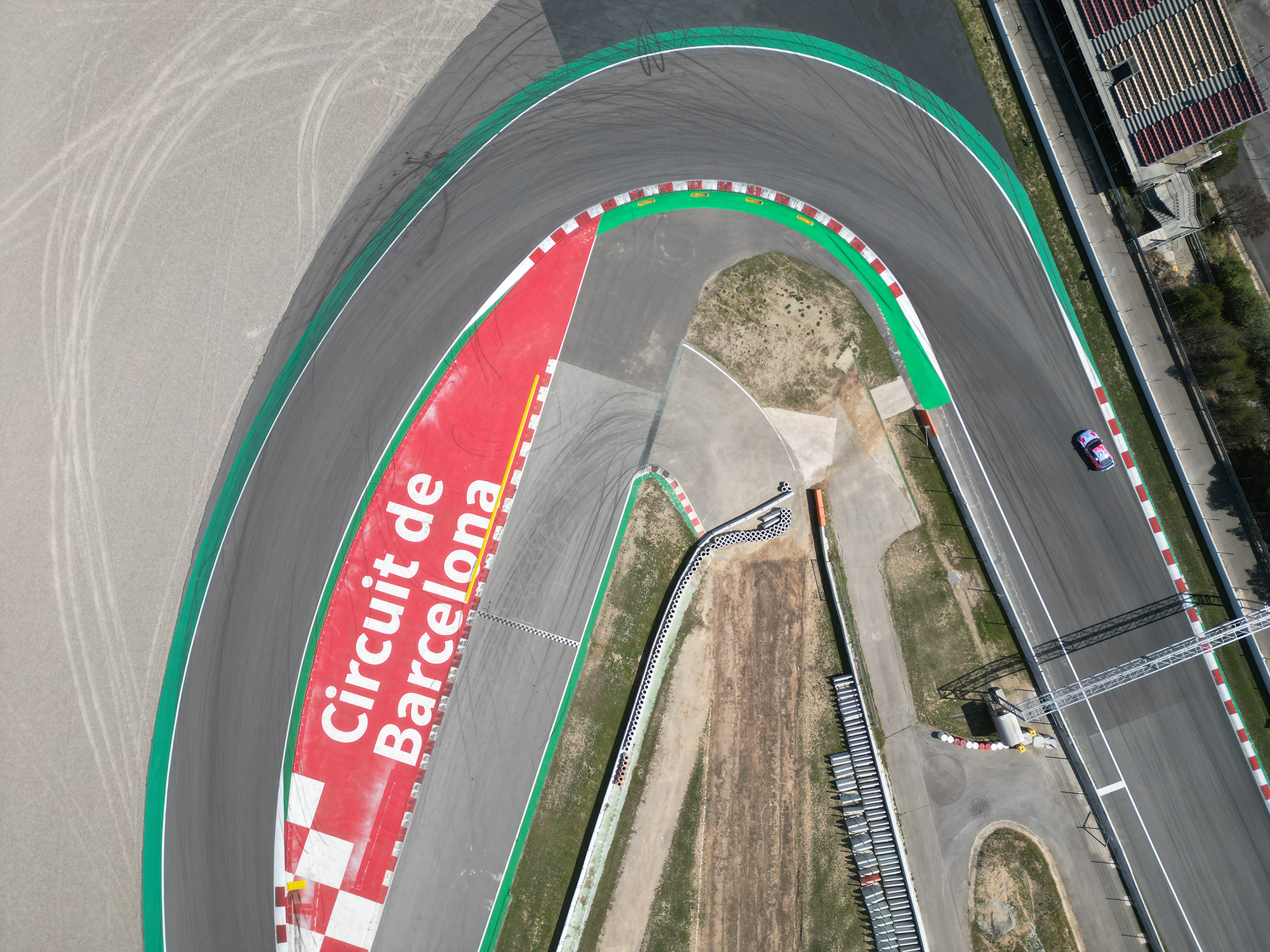
ターン10（2023年）

ホームストレートは約1kmの長さがあり、1コーナーに向けて下り勾配となっている。1コーナー「エルフ」への侵入ではスタート直後に多重接触事故が起こりやすい。続く右の高速ロングコーナー「ルノー」では強い横Gが発生する。180度コーナーの「レプソル」から「セアト」ヘアピンで減速し、緩い左カーブを下り、「ウルト」を切り返すと再び上り勾配になる。
コース中盤の高速コーナー「カンプサ」は風の影響でマシンの姿勢が乱れやすい。その先には「ニッサン」シケインがあったが、1994年スペインGPの際に、サンマリノGPでのアイルトン・セナらの死亡事故を受け、グランプリ・ドライバーズ・アソシエーション (GPDA) から危険だと指摘され、急遽ニッサンシケイン手前を追い越し禁止とし、タイヤバリアでつくった別のシケインを設置してレースを実施することとなった。翌1995年からはカンプサのRをタイトにし、ニッサンシケインを廃止してバックストレートを1本にした。
バックストレートエンドには左・右に廻り込む2連ヘアピンがある。1つ目の「ラ・カイシャ」は2005年に進入部分が手前になり、短い直線を挟んだ複合コーナーになった。2021年にはターン10ヘアピンが、ドライバーの安全性を向上させる為に再び変更された。ヘアピンに続く2つの高速コーナーを抜けてホームストレートに戻るレイアウトだったが、2007年より13コーナー「ユーロップカー」を鋭角にカットし、最終コーナー手前に減速用のシケインが追加された。
2023年、最終コーナー前のシケイン（以前はターン14-15）が撤去され、2006年以前のレイアウトに戻った。
レイアウトの変遷 (4輪)

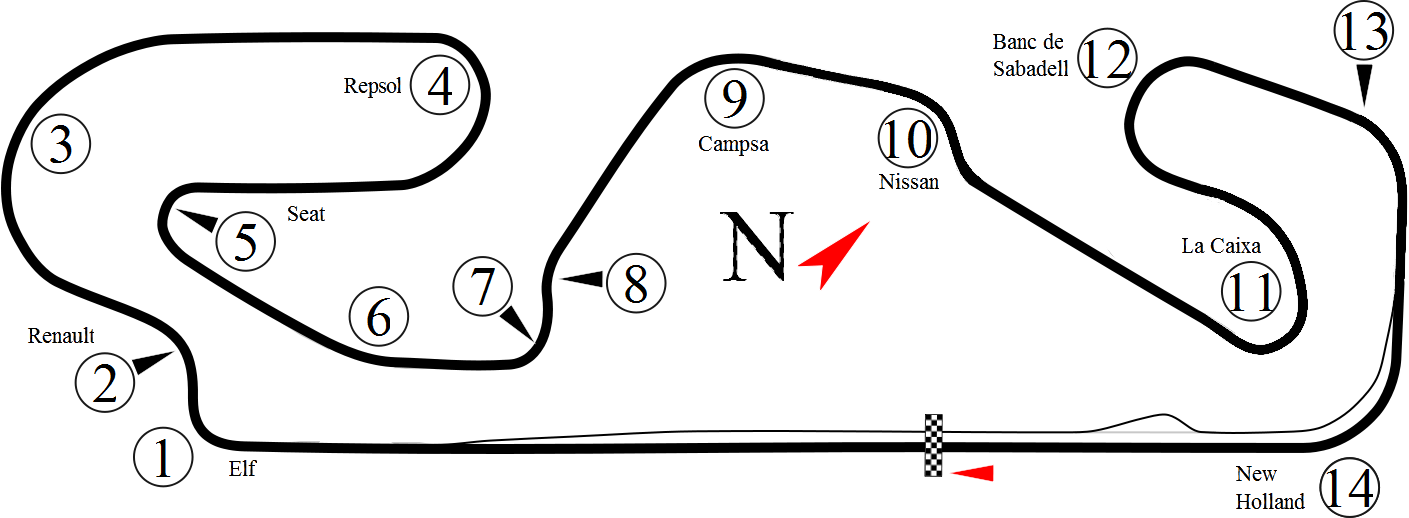
1991–1994
1995–2003
2004–2006
2007–2020
2021–2022

### MotoGP開催時のレイアウト
10コーナーの「ラ・カイシャ」は、2005年に増設された10コーナー（ヘアピンカーブ）〜11コーナーを使用せずに、奥側にある複合コーナーを使用する。
2007年に増設されたシケイン（13コーナーの「ユーロップカー」と14〜15コーナーの「シケインRACC」）は使用せずに、増設前から使用されている12コーナー「ユーロップカー」を使用する。
2016年カタルーニャGPMoto2クラスのフリー走行にてルイス・サロムの死亡事故がユーロップカーコーナーで発生したため、予選と決勝は事故現場を走行しないF1用のコースレイアウトで行われた。
2018年からはユーロップカーコーナーのランオフエリアが改修されたためこのコーナーは以前のレイアウトに戻ったが、10コーナーはF1用のヘアピンカーブが使われ続けている。2019年のカタルーニャGPではこのF1レイアウトの10コーナーで転倒アクシデントが続出した。
レイアウトの変遷 (2輪)

1995–2016
2016–2017
2018–2020
2021–

## データ
- 所在地：スペインカタルーニャ州バルセロナ県モントメロ
- 全長：4.657km
- コーナー数：14
- 主なイベント：F1、MotoGP

## レコード
F1
- ラップレコード - 1:16.330 マックス・フェルスタッペン、レッドブル、2023年)